# Coupe de France de football 1978-1979
Navigation
Coupe de France 1977-1978 Coupe de France 1979-1980
La Coupe de France 1978-1979 était la 62e édition de la coupe de France, et a vu le FC Nantes l'emporter sur l'AJ Auxerre en finale, le 16 juin 1979.
C'est la toute première Coupe de France remportée par le club nantais.
Le trophée est ensuite exhibé au centre de formation des Canaris, où il est volé dans la nuit du 8 août 1979 par des membres lorrains de la Confédération française démocratique du travail (CFDT) qui désirent médiatiser la condition des ouvriers sidérurgistes de leur département. La coupe est rendue aux Jaunes et Verts peu de temps après.

## Résultats

### Sixième tour
| Division        | Club                  | Score               | Club              | Division                |
| --------------- | --------------------- | ------------------- | ----------------- | ----------------------- |
| Division 2 (D2) | AJ Auxerre            | 1 - 1 a.p., 4-2 tab | VS Chartres       | Division 3 (D3)         |
| Division 2 (D2) | AS Angoulême          | 1 - 1 a.p., 5-4 tab | Andernos          | Division d'honneur (DH) |
| Division 2 (D2) | FC Gueugnon           | 3 - 0               | Stade clermontois | Division 3 (D3)         |
| Division 2 (D2) | Olympique avignonnais | 3 - 1               | SC Saint-Cyr      | Division 4 (D4)         |

### Septième tour
| Division        | Club                  | Score      | Club           | Division                |
| --------------- | --------------------- | ---------- | -------------- | ----------------------- |
| Division 2 (D2) | AJ Auxerre            | 2 - 1 a.p. | Nœux-les-Mines | Division 3 (D3)         |
| Division 2 (D2) | AS Angoulême          | 4 - 0      | Châtellerault  | Division 3 (D3)         |
| Division 2 (D2) | FC Gueugnon           | 3 - 0 a.p. | AS Roanne      | Division d'honneur (DH) |
| Division 2 (D2) | Olympique avignonnais | 1 - 0      | SC Orange      | Division 3 (D3)         |

### Trente-deuxièmes de finale
Les 32es de finale sont disputés sur terrains neutres.
| Division           | Club                         | Score               | Club                       | Division           | Lieu           |
| ------------------ | ---------------------------- | ------------------- | -------------------------- | ------------------ | -------------- |
| Division 2 (D2)    | RC Lens                      | 3 - 2               | Stade lavallois            | Division 1 (D1)    | Lille          |
| Division 1 (D1)    | AS Nancy-Lorraine            | 8 - 2               | AS Creil                   | Division 3 (D3)    | Saint-Quentin  |
| Division 1 (D1)    | FC Girondins de Bordeaux     | 1 - 0               | EA Guingamp                | Division 2 (D2)    | Rennes         |
| Division 1 (D1)    | FC Metz                      | 3 - 1               | FC Mulhouse 1893           | Division 2 (D2)    | Besançon       |
| Division 1 (D1)    | Paris FC                     | 5 - 1               | CS Fontainebleau           | Division 3 (D3)    | Viry-Châtillon |
| Division 1 (D1)    | Olympique de Marseille       | 3 - 1               | SC Toulon                  | Division 2 (D2)    | Martigues      |
| Division 2 (D2)    | AS Angoulême                 | 3 - 2               | US Saintes                 | Division 3 (D3)    | Poitiers       |
| Division 1 (D1)    | AS Saint-Étienne             | 5 - 0               | Stade Léonard Kreisker     | DH (D5)            | Quimper        |
| Division 1 (D1)    | Olympique lyonnais           | 3 - 0               | AS Cannes                  | Division 2 (D2)    | Toulon         |
| Division 2 (D2)    | Olympique d'Alès-en-Cévennes | 3 - 3 a.p., 4-2 tab | FC Sochaux-Montbéliard     | Division 1 (D1)    | Nîmes          |
| Division 1 (D1)    | US Valenciennes-Anzin        | 12 - 0              | CS Papeete                 | DH Tahiti (D5)     | Gagny          |
| Division 2 (D2)    | FC Gueugnon                  | 2 - 0               | GL Fort-de-France          | DH Martinique (D5) | Saint-Ouen     |
| Division 3 (D3)    | ES La Rochelle               | 2 - 1               | Stade briochin             | Division 3 (D3)    | Saint-Nazaire  |
| Division 2 (D2)    | RCFC Besançon                | 1 - 0               | Olympique de Saint-Quentin | Division 3 (D3)    | Saint-Dizier   |
| Division 1 (D1)    | SEC Bastia                   | 7 - 0               | Stade brestois             | Division 2 (D2)    | Paris          |
| Division 2 (D2)    | AJ Auxerre                   | 4 - 2 a.p.          | Entente Chaumont AC        | Division 2 (D2)    | Dijon          |
| Division 1 (D1)    | Angers SCO                   | 1 - 0               | Le Havre AC                | Division 3 (D3)    | Rouen          |
| Division 2 (D2)    | SC Amiens                    | 3 - 1               | FC Rouen                   | Division 2 (D2)    | Abbeville      |
| Division 3 (D3)    | CS Thonon-les-Bains          | 2 - 1               | AS Béziers                 | Division 2 (D2)    | Annecy         |
| Division 1 (D1)    | Lille OSC                    | 2 - 0               | Calais RUFC                | Division 3 (D3)    | Dunkerque      |
| DH Guadeloupe (D5) | La Gauloise de Basse-Terre   | 2 - 3 a.p.          | FC Martigues               | Division 2 (D2)    | Pointe-à-Pitre |
| Division 1 (D1)    | RC Strasbourg                | 3 - 0               | CS Sedan-Ardennes          | Division 3 (D3)    | Thionville     |
| Division 2 (D2)    | SR Saint-Dié-des-Vosges      | 3 - 0               | SA Épinal                  | Division 2 (D2)    | Nancy          |
| Division 2 (D2)    | Stade quimpérois             | 3 - 1 a.p.          | LB Châteauroux             | Division 2 (D2)    | Saumur         |
| Division 1 (D1)    | Paris Saint-Germain FC       | 6 - 1               | FC Yonnais                 | Division 3 (D3)    | Montaigu       |
| Division 1 (D1)    | Stade de Reims               | 3 - 0               | SM Caen                    | Division 3 (D3)    | Évreux         |
| Division 1 (D1)    | FC Nantes                    | 8 - 0               | AS Beauvais-Marissel       | Division 4 (D4)    | Creil          |
| Division 1 (D1)    | OGC Nice                     | 3 - 0               | INF Vichy                  | Division 3 (D3)    | Roanne         |
| Division 1 (D1)    | AS Monaco FC                 | 1 - 0               | AS Muret                   | Division 3 (D3)    | Toulouse       |
| Division 1 (D1)    | Nîmes Olympique              | 1 - 1               | Montpellier PSC            | Division 2 (D2)    | Alès           |
| Division 2 (D2)    | GFC Ajaccio                  | 1 - 0               | FC Sète                    | Division 3 (D3)    | Narbonne       |
| Division 2 (D2)    | Olympique avignonnais        | 1 - 0               | ASP Vauban Strasbourg      | Division 3 (D3)    | Colmar         |
| Match rejoué       |                              |                     |                            |                    |                |
| Division 2 (D2)    | Montpellier PSC              | 1 - 1 a.p., 3-2 tab | Nîmes Olympique            | Division 1 (D1)    | Sète           |

### Seizièmes de finale
| Division        | Club                     | Aller | Total | Retour | Club                         | Division        |
| --------------- | ------------------------ | ----- | ----- | ------ | ---------------------------- | --------------- |
| Division 1 (D1) | RC Strasbourg            | 4 - 0 | 7 - 1 | 3 - 1  | US Valenciennes-Anzin        | Division 1 (D1) |
| Division 1 (D1) | AS Monaco FC             | 2 - 1 | 6 - 2 | 4 - 1  | Paris Saint-Germain FC       | Division 1 (D1) |
| Division 1 (D1) | FC Girondins de Bordeaux | 1 - 0 | 1 - 2 | 0 - 2  | SEC Bastia                   | Division 1 (D1) |
| Division 1 (D1) | Paris FC                 | 0 - 2 | 0 - 2 | 0 - 0  | Angers SCO                   | Division 1 (D1) |
| Division 2 (D2) | RCFC Besançon            | 1 - 2 | 1 - 3 | 0 - 1  | AS Saint-Étienne             | Division 1 (D1) |
| Division 1 (D1) | Olympique lyonnais       | 1 - 1 | 1 - 4 | 0 - 3  | Montpellier PSC              | Division 2 (D2) |
| Division 2 (D2) | SC Amiens                | 0 - 2 | 0 - 5 | 0 - 3  | Lille OSC                    | Division 1 (D1) |
| Division 1 (D1) | FC Metz                  | 0 - 2 | 0 - 3 | 0 - 1  | AS Angoulême                 | Division 2 (D2) |
| Division 2 (D2) | RC Lens                  | 1 - 2 | 4 - 5 | 3 - 3  | AS Nancy-Lorraine            | Division 1 (D1) |
| Division 1 (D1) | Olympique de Marseille   | 3 - 1 | 6 - 2 | 3 - 1  | SR Saint-Dié-des-Vosges      | Division 2 (D2) |
| Division 1 (D1) | OGC Nice                 | 1 - 0 | 3 - 2 | 2 - 2  | FC Martigues                 | Division 2 (D2) |
| Division 3 (D3) | CS Thonon-les-Bains      | 1 - 1 | 2 - 4 | 1 - 3  | FC Nantes                    | Division 1 (D1) |
| Division 3 (D3) | ES La Rochelle           | 1 - 1 | 2 - 3 | 1 - 2  | Stade de Reims               | Division 1 (D1) |
| Division 2 (D2) | Olympique avignonnais    | 4 - 1 | 4 - 3 | 0 - 2  | GFC Ajaccio                  | Division 2 (D2) |
| Division 2 (D2) | Stade quimpérois         | 0 - 1 | 0 - 1 | 0 - 0  | AJ Auxerre                   | Division 2 (D2) |
| Division 2 (D2) | FC Gueugnon              | 3 - 0 | 4 - 2 | 1 - 2  | Olympique d'Alès-en-Cévennes | Division 2 (D2) |

### Huitièmes de finale
| Division        | Club                   | Aller | Total | Retour | Club                  | Division        |
| --------------- | ---------------------- | ----- | ----- | ------ | --------------------- | --------------- |
| Division 1 (D1) | Lille OSC              | 2 - 1 | 5 - 2 | 3 - 1  | AS Monaco FC          | Division 1 (D1) |
| Division 1 (D1) | SEC Bastia             | 0 - 2 | 1 - 6 | 1 - 4  | RC Strasbourg         | Division 1 (D1) |
| Division 1 (D1) | FC Nantes              | 2 - 1 | 4 - 2 | 2 - 1  | OGC Nice              | Division 1 (D1) |
| Division 1 (D1) | Olympique de Marseille | 4 - 2 | 6 - 3 | 2 - 1  | Angers SCO            | Division 1 (D1) |
| Division 1 (D1) | AS Nancy-Lorraine      | 1 - 0 | 1 - 3 | 0 - 3  | AS Angoulême          | Division 2 (D2) |
| Division 1 (D1) | Stade de Reims         | 1 - 1 | 1 - 2 | 0 - 1  | Olympique avignonnais | Division 2 (D2) |
| Division 2 (D2) | FC Gueugnon            | 3 - 0 | 3 - 2 | 0 - 2  | AS Saint-Étienne      | Division 1 (D1) |
| Division 2 (D2) | AJ Auxerre             | 0 - 0 | 2 - 0 | 2 - 0  | Montpellier PSC       | Division 2 (D2) |

### Quarts de finale
| Division        | Club                  | Aller | Total | Retour | Club                   | Division        |
| --------------- | --------------------- | ----- | ----- | ------ | ---------------------- | --------------- |
| Division 1 (D1) | FC Nantes             | 3 - 1 | 5 - 5 | 2 - 4  | Olympique de Marseille | Division 1 (D1) |
| Division 2 (D2) | FC Gueugnon           | 0 - 6 | 0 - 8 | 0 - 2  | RC Strasbourg          | Division 1 (D1) |
| Division 1 (D1) | Lille OSC             | 0 - 0 | 1 - 2 | 1 - 2  | AJ Auxerre             | Division 2 (D2) |
| Division 2 (D2) | Olympique avignonnais | 0 - 1 | 0 - 2 | 0 - 1  | AS Angoulême           | Division 2 (D2) |

### Demi-finales
| Division        | Club       | Aller | Total | Retour | Club          | Division        |
| --------------- | ---------- | ----- | ----- | ------ | ------------- | --------------- |
| Division 2 (D2) | AJ Auxerre | 0 - 0 | 2 - 2 | 2 - 2  | RC Strasbourg | Division 1 (D1) |
| Division 1 (D1) | FC Nantes  | 6 - 2 | 7 - 3 | 1 - 1  | AS Angoulême  | Division 2 (D2) |

### Finale
| Entraîneur : |
| Jean Vincent |

| Entraîneur : |
| Guy Roux     |

| Entraîneur : |
| Jean Vincent |

| Entraîneur : |
| Guy Roux     |